# Kayqubad I
'Alā al-Dīn Kayqubād ibn Kaykāʾūs, noto anche come Kayqubād I (in arabo علا الدين كيقباد بن كيكاوس‎?, ʿAlā al-Dīn Kayqubād b. Kaykāʾūs; turco I. Alâeddin Keykubad; 1190 – 1237), fu sultano del sultanato turco di Rum dal 1220 al 1237. Apparteneva alla dinastia selgiuchide.
Fu soprannominato "il Grande", in quanto il suo regno coincise l'apogeo del potere e dell'influenza selgiuchide in Anatolia, e lo stesso Kayqubād fu considerato il principe più illustre della dinastia. Nel periodo seguente all'invasione dei Mongoli a cavallo del XIII secolo, gli abitanti dell'Anatolia consideravano il suo regno come un'Età d'Oro, mentre i nuovi sovrani dei beilicati turchi d'Anatolia tentavano di giustificare la loro stessa autorità attraverso una qualsiasi forma di eredità di sangue nei suoi confronti.

## Biografia

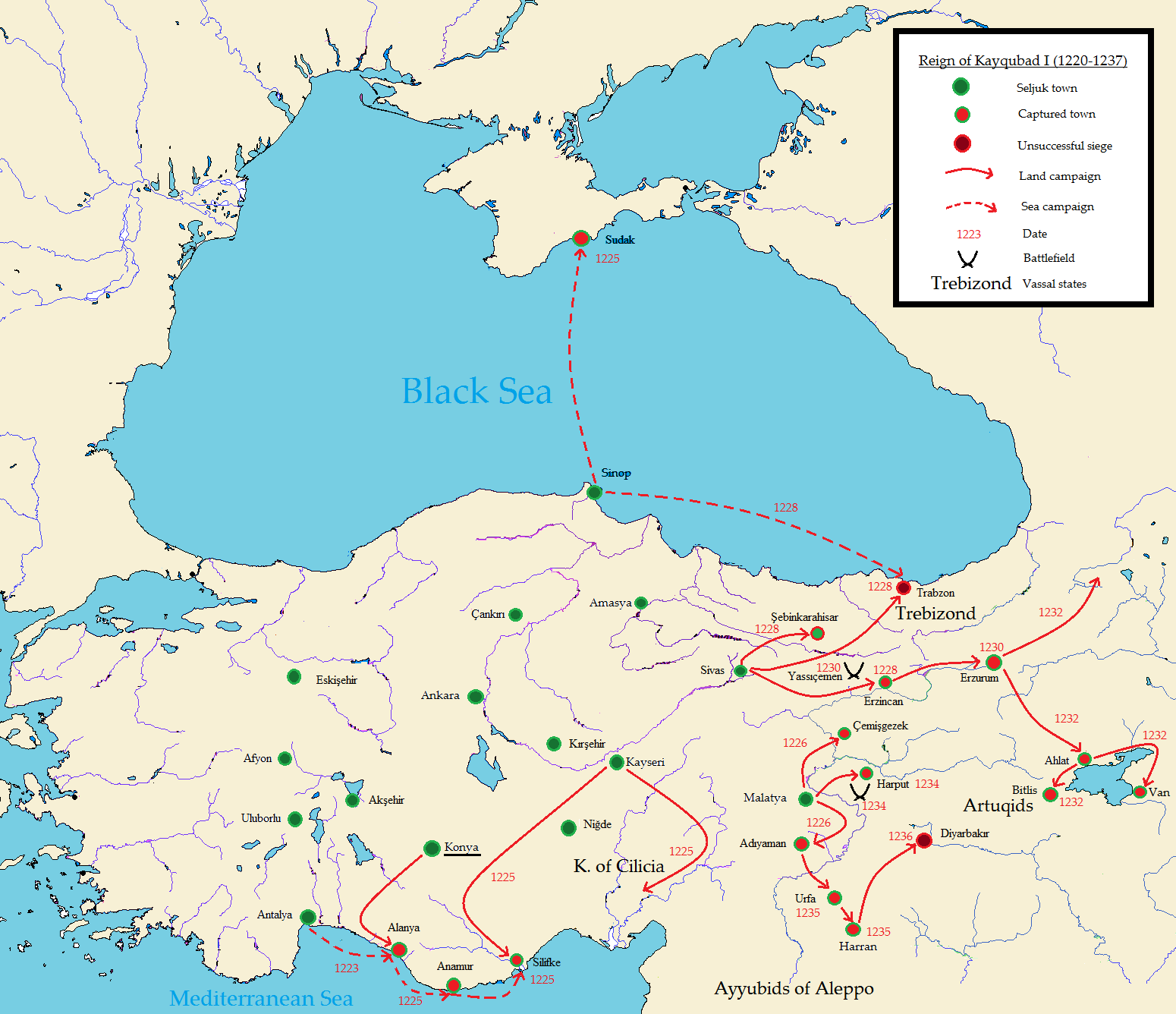
Durante il regno di Kayqubād I, il sultanato selgiuchide di Rum si espanse considerevolmente, soprattutto a est

Kayqubād era il secondogenito del sultano Kaykhusraw I, che gli diede in tenera età il titolo di malik (re) e il governatorato della città Tokat (importante città dell'Anatolia centrale). Dopo la morte del Sultano nella battaglia di Alaşehir nel 1211, sia Kayqubād sia suo fratello maggiore Kaykāʾūs, che succedette al loro padre come Sultano, furono costretti a lottare per il trono. Inizialmente, Kayqubād ebbe alcuni alleati vicini al sultanato: Leone II d'Armenia, il re della Cilicia Armena e Ṭughrilshāh, zio del fratello e sovrano indipendente di Erzurum, ma la maggior parte degli emiri stettero invece dalla parte di Kaykāʾūs, in quanto potenti aristocratici terreni del sultanato. Conscio di non poter competere col fratello, Kayqubād fuggì nella fortezza di Ankara, dove cercò aiuto dalle tribù turkmene di Kastamonu, ma sfortuna volle che fu catturato e imprigionato dal fratello in una fortezza nell'Anatolia occidentale. Kaykāʾūs I, però, morì inaspettatamente nel 1219 (o 1220), e Kayqubād, tornato libero, gli succedette come Sultano.
Nel 1227/1228, Kayqubād avanzò in Anatolia, dove l'arrivo di Jalāl al-Dīn Mankūbirnī, che scappava dalla distruzione del suo Impero del Khwārezm a opera dell'Impero mongolo, creò una situazione politica instabile. Il Sultano accolse i turkmeni, o "turcomanni", nella frontiera dei Monti Tauro, in una regione chiamata in seguito İçel. Alla fine del XIII secolo, questi "turcomanni" avrebbero fondato il beilicato di Karaman. Il sultano sconfisse gli Artuqidi e gli Ayyubidi e assorbì l'emirato di Mengujek nel suo Sultanato, prendendo le fortezze di Hısn Mansur, Kahta e Çemişgezek nel corso della sua marcia. Sedò inoltre una rivolta dell'Impero di Trebisonda e, nonostante non riuscisse a prenderne la capitale, costrinse i Comneni, la dinastia regnante, a tornare a essere suoi vassalli.
Sulle prime, Kayqubād cercò un'alleanza col principe turco del Khwārezmshāh Jalāl al-Dīn Mankūbirnī contro la minaccia mongola, ma l'alleanza non ebbe esito, e in seguito Jalāl al-Dīn conquistò l'importante fortezza di Ahlat. Kayqubād lo sconfisse nella battaglia di Yassıçimen tra Sivas e Erzincan nel 1230, e dopo la vittoria avanzò ulteriormente in oriente, stabilendo il dominio selgiuchide su Erzurum, Ahlat e la regione del Lago di Van (un tempo parte del dominio degli Ayyubidi). Gli Artuqidi di Diyarbakır e gli Ayyubidi di Siria riconobbero la sua sovranità. Egli prese anche varie fortezze in Georgia, la cui regina, Rusudan, fu costretta alla pace, dando sua figlia Tamar in matrimonio col figlio di Kayqubād, Kaykhusraw II.
Consapevole del potere e della presenza dei Mongoli, sempre crescenti, sui confini del suo regno, egli rafforzò le difese nelle province orientali. Morì prematuramente nel 1237, e fu l'ultimo della sua dinastia a morire come sovrano indipendente.

## Famiglia
Kayqubād ebbe tre figli: il primo, Kaykhusraw II, nacque dalla sua moglie greca Mah Pari Khatūn, mentre gli altri due, ʿIzz al-Dīn e Rukn al-Dīn, nacquero dalla principessa ayyubide Ghāziya Khatūn. In origine, Kayqubād fece sì che i suoi servi dessero obbedienza al figlio Izz al-Din, ma gli emiri preferirono generalmente la guida di Kaykhusraw, più potente. Alla morte di Kayqubād, il regno, senza una chiara successione, piombò in conflitto tra le varie fazioni interne a esso.